# أنا قبلك (رواية)
أنا قبلك (بالإنجليزية: Me Before You)‏ هي رواية رومانسية كتبتها جوجو مويس. نشرت الرواية لأول مرة في الخامس من يناير عام 2012 في المملكة المتحدة وتبعتها رواية بعدك التي أصدرتها باميلا درمان بوكس في 29 من سبتمبر عام 2015.
وصدر آخر كتاب في السلسلة ما زلت أنا وقد نشر في يناير 2018.

## الحبكة
تعيش لويزا كلارك (بالإنجليزية: Louisa Clark) البالغة من عمرها ستة وعشرين عاما مع أسرتها من الطبقة الكادحة. دائما ما تشعر لويزا أن أختها الاجتماعية والأم العازبة ترينا (بالإنجليزية: Treena) تتفوق عليها لأنها دون طموح ومؤهلاتها لا ترقى بها. تفقد لويزا وهي معيلة لأسرتها عملها في مقهى محلي بعد إغلاقه ولهذا تتجه لمركز الوظائف. بعد أن باءت محاولات بحثها بالفشل، تحصل لويزا على عرض متميز وهو أن تساعد في الاعتناء بشاب اسمه ويل ترينر (بالإنجليزية: Will Traynor) كان حيويا وناجحا وغنيا حتى تعرض لحادث دهس جعله مشلولا قبل عامين. توظّف أم ويل (كاميلّا) (بالإنجليزية: Camilla) لويزا رغم أنها لم تتعامل مع مشلول من قبل ظنّا منها أن لويزا قد تضيف البهجة لحياة ويل. تلتقي لويزا بناثان (بالإنجليزية: Nathan) الذي يعتني بشؤون ويل الطبية وبأبي ويل (ستيڨن) (بالإنجليزية: Steven) وهو رجل أعمال ودود من الطبقة الراقية إلا أن حياته الزوجية متأزمة.
َبدأت علاقة لويزا بويل بداءة جافّة بسبب قساوة َويل وامتعاضه على ما أصابه، ثم تسوء الأمور حين تكشف له حبيبته السابقة (أليسيا) (بالإنجليزية: Alicia) وصديقه المقرب (روبرت) (بالإنجليزية: Rupert) أنهما سيصبحان زوجين. يتغير ويل ويتحدث أكثر من قبل برعاية لويزا له كما يصبح أكثر انفتاحا بعد مشاركتهما لتجارب جديدة معا. تلاحظ لويزا بقايا الجروح في رسغ ويل وتسمع فيما بعد أم ويل وأخته وهما تتناقشان كيف أن ويل حاول الانتحار بعد أن رفضت أمه طلبه في الذهاب إلى منظمة المساعدة في الانتحار ديغنيتاس بسويسرا لينهي حياته. ذُعرت كاميلّا من محاولة انتحار ابنها فوعدته أن تحقق له طلبه إن وافق على العيش ستة أشهر. تريد كاميلّا أن تثبت له في هذا الوقت أنه سيحبّ حياته.
تخفي لويزا معرفتها بالخلاف بين ويل وكاميلّا إلا أنها تخبر أختها ترينا ويبتكرا طرقا يقنعان بها ويل ليتخلى عن رغبته في الموت. يلين ويل أمام لويزا في الأسابيع التي تلي التخطيط ويسمح لها أن تحلق له لحيته وتقصّ شعره الأشعث وتبدأ هي بأخذه لنزهات خارج المنزل فتصبح علاقتهما ببعضيهما أقوى.
تدرك لويزا من خلال محادثاتها مع ويل أنه كان يسافر كثيرا وأن مكانه المفضل هو مقهى في باريسش كما يحاول ويل أن يشجع لويزا لتغيير حياتها بعد أن لاحظ أن حياتها مملة وأن طموحاتها محدودة جدا.
تواصل لويزا مواعدة حبيبها باتريك (بالإنجليزية: Patrick) الذي تعرفت عليه منذ ست سنين إلا أنها تنفصل عنه بسبب علاقتها مع ويل كما يفقد والد لويزا عمله مما يسبب أزمة مالية لأسرته لكنّ والد ويل يعرض عليه فرصة عمل. تكتشف لويزا أن ويل يحاول مساعدتها لتتحرر من التزامها بعائلتها. يحضر ويل ولويزا حفل زفاف أليسيا وروبرت ويرقصان معا ويقول ويل لويزا أنها السبب الوحيد الذي يجعله يستيقظ صباحا.
تقنع لويزا ويل أن يذهب في رحلة معها إلا أن ويل يصاب بالتهاب رئوي يكاد يودي بحياته فتلغي لويزا مخططات الرحلة وتأخذه بدلا من ذلك إلى جزيرة موريشيوس. وفي الليلة السابقة لعودتهما من السفر تخبر لويزا ويل عن حبها له وتعترف أنها تعلم عن تخطيطه للذهاب إلى ديغنيتاس بعد أن قال إنه يريد أن يستأمنها على سره. يقول ويل إن قضاء وقته معها شيء مميز لكنه لا يتحمل العيش على كرسي متحرك ولهذا سيذهب إلى ديغنيتاس مما جعل لويزا غاضبة لا تتحدث إليه حتى انتهاء الرحلة. تغمر السعادة محيّا والديّ ويل حينما عاد من السفر وبدا بخير لكن لويزا لا تظهر أكثر من أنها مجرد موظفة معه وبتصرفها هذا يفهم والداه أنه ما زال عازما على إنهاء حياته.
تزور لويزا ويل للمرة الأخيرة في ليلة رحلته إلى سويسرا ويتفقان على أن الأشهر الست التي مضت كانت أجمل أيام حياتهما ثم يموت بعيد ذلك في العيادة ويظهر في الرواية أنه ترك لها قدرًا لا بأس به من المال حتى تكمل تعليمها وتخوض تجارب جديدة في حياتها. تنتهي الرواية بلويزا جالسة في مقهى في باريس وهي تقرأ آخر كلمات ويل لها يطلب منها أن «تحيا كما ينبغي».

## الشخصيات
- لويزا كلارك – عمرها 26 عاما وهي امرأة موهوبة تتميز بحسها الفكاهي ولكنها تستصغر نفسها وطموحاته محدودة جدا. تتغير حياتها بعد أن تبدأ عملها مسؤولةً عن رجل مشلول إذ تتعلم كيف تستغل إمكاناتها وتخرج عن إطار المألوف لتبدأ تجارب جديدة.[4]
- ويليام (ويل) تراينر – عمره 35 عاما[5] أصبح مشلولا بعد أن صدمته دراجة نارية وهو رجل ذكي وغني إلا أن إعاقته جعلته متقلب المزاج وحاد الطباع كما إنه يريد إنهاء حياته لعجزه عن تقبل أنه لن يعود لحياته السابقة أبدا.
- كاميلا تراينر – (أم ويل) شديدة وصارمة وعلاقتها بأنها متأزمة إلا أنها تهتم بصحة ابنها الجسدية والنفسية. .
- ستيفن تراينر – (الأب) تلومه كاميليا على تدمير حياتهم الأسرية كونه غائبا عن حياة أبنائه وهو ينوي أن يتطلق من كاميلا.
- كاترينا (ترينا) كلارك – أخت لويزا الصغرى وهي أم عازبة تعمل في محل لبيع الزهور. دائما ما كانت تعد الأكثر ذكاء، وكان بينها ولويزا تنافس دائم إلا أنهن يشجعن بعضهن.
- باتريك – (حبيب لويزا) الذي يعمل مدربا شخصيا، مهووس بالرياضة والنظام الغذائي.
- ناثان – ممرض ويل والمعنيّ بالعناية به وهو أيضا صديقه.
- برنارد كلارك – والد لويزا.
- جوزفين – أم لويزا.
- أليسيا ديوار – حبيبة ويل السابقة التي تتزوج من زميله روبرت. فتاة جميلة وأنيقة، تعيش حياتها وفقا لمعايير الطبقة الراقية في المجتمع.
- جورجينا تراينر – شقيقة ويل، تعيش وتعمل في أستراليا.
- روبرت فريشويل – صديق قديم لويل من العمل. يتزوج فيما بعد من حبيبة ويل السابقة أليسيا.
- فرانك – رئيس لويزا حين كانت تعمل في المخبز قبل التقائها بويل.
- توماس – ابن كاترينا الصغير.
- الرائد تيموثي ديوار – والد أليسيا ديوار.

## تبني الرواية
في عام 2014 أعلنت مترو غولدوين ماير أنها ستتبنى رواية «أنا قبلك» لجعلها فلما من إخراج ثيا شاروك تصدره وارنر بروس. كانت الخطة الابتدائية أن ينشر الفلم في أغسطس عام 2015 ولكنه تأجل إلى الثالث من يونيو عام 2016.

## الترجمة إلى العربية
ترجمها إلى العربية أماني لازار عام 2017 وصدرت عن دار التنوير في تونس.